# Herb obwodu jarosławskiego

Herb obwodu jarosławskiego

Herb obwodu jarosławskiego w latach 2001-2011

Herb obwodu jarosławskiego – jeden z symboli tegoż obwodu, został przyjęty 30 czerwca 2011 r. i zastąpił wcześniejszy, przyjęty 27 lutego 2001 roku.

## Opis
Herb obwodu jarosławskiego przedstawia złotą tarczę herbową z umieszczonym na niej czarnym niedźwiedziem, trzymającym w lewej łapie na lewym barku, srebrną halabardę z czerwonym drzewcem. Tarczę wieńczy jarosławska książęca korona z 1730 r. Tarczę trzymają srebrny jeleń i czarny niedźwiedź

## Galeria

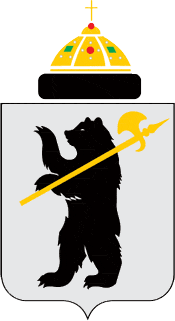
Herb Jarosławia
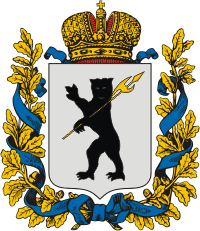
Herb guberni jarosławskiej